# Puck Brouwer
Puck Brouwer, właściwie Bertha van Duyne-Brouwer (ur. 29 października 1930 w Leidschendam, zm. 6 października 2006 w Oostvoorne) – holenderska lekkoatletka, sprinterka, medalistka olimpijska.
Pierwszy duży sukces Brouwer odniosła na mistrzostwach Europy w 1950, gdzie wraz z koleżankami z ekipy (m.in. Fanny Blankers-Koen) zdobyła srebrny medal w sztafecie 4 × 100 metrów. W 1954 na kolejnych mistrzostwach Europy Brouwer również zdobyła srebrny medal, ale tym razem w biegu indywidualnym na 100 metrów. Jednak jej największym sukcesem był srebrny medal Igrzysk Olimpijskich w 1952. Startowała wówczas w biegu na 200 metrów, przegrywając jedynie z Australijką Marjorie Jackson. W 1956 była również członkinią holenderskiej ekipy olimpijskiej, ale ostatecznie nie pojawiła się na bieżni w Melbourne, gdyż Holandia podjęła decyzję o bojkocie tych Igrzysk.